# Rateče
Rateče este o localitate din comuna Kranjska Gora, Slovenia, cu o populație de 639 de locuitori.